# Science Based Targets
Science Based Targets (« Objectifs fondés sur la science »), appelé aussi initiative SBT ou SBTi, est un partenariat créé en 2015 dans le contexte de la COP 21, entre le Carbon Disclosure Project (CDP), le Pacte mondial des Nations unies, le World Resources Institute (WRI) et le Fonds mondial pour la nature (WWF). S'adressant aux entreprises, elle se fixe comme objectif de piloter une « action climatique ambitieuse » en leur proposant de faire de leur transition vers une économie bas carbone un avantage compétitif. Pour cela, elle cherche à s'assurer de l'adéquation des objectifs de réduction des gaz à effet de serre que se fixent les entreprises avec les données des sciences du climat.
Concrètement, l’initiative SBT vise à :
- définir et promouvoir les meilleures pratiques en matière de réduction des émissions de gaz à effet de serre et d’objectifs zéro émission nette, conformément aux sciences du climat ;
- fournir une assistance technique et des ressources d’experts aux organisations qui se fixent des objectifs scientifiques conformes aux dernières données scientifiques ;
- fournir aux entreprises une évaluation et une validation indépendantes des objectifs en réunissant une équipe d'experts.

En mars 2024, près de 8 000 entreprises participaient à l'initiative, dont plus de 3 000 s'étant engagées sur des objectifs de réduction des émissions de gaz à effet de serre compatibles avec l'objectif de 1,5 °C de réchauffement maximum fixé en 2015 lors de la conférence des Parties à Paris.

## Des «objectifs fondés sur la science»
Pour une entreprise, se fixer un « objectif fondé sur la science » (SBT) passe par quatre étapes :
- signer la lettre d'engagement qui confirme qu'elle travaillera à un objectif de réduction d'émission de gaz à effet de serre en se fondant sur la science ;
- développer un « objectif fondé sur la science » dans les 24 mois qui suivent ;
- soumettre son objectif au Carbon Disclosure Project pour validation ;
- annoncer publiquement son objectif validé.

L'initiative SBT propose trois grandes approches possibles aux entreprises qui veulent se fixer un « objectif fondé sur la science » :
- une approche sectorielle : le budget carbone mondial est divisé par secteur et la réduction des émissions exigée pour l'entreprise est propre au budget carbone de son propre secteur ;
- une approche globale : la réduction d'émissions exigée pour l'entreprise est un pourcentage des émissions mondiales ;
- une approche économique : le budget carbone est assimilé au PIB mondial, c'est-à-dire à la somme des bénéfices bruts de l'ensemble des entreprises dans le monde ; la réduction d'émissions exigée pour l'entreprise est alors déterminée par la part de son bénéfice brut dans la somme mondiale des bénéfices bruts d'entreprises.

## Net Zero Standard
L'initiative SBT a publié le 28 octobre 2021 un cadre de référence, le Net Zero Standard, pour aider les entreprises à fixer des objectifs de neutralité carbone robustes, compatibles avec une augmentation de la température mondiale limitée à 1,5 °C d'ici 2100. La norme SBTi requiert de réduire de moitié les émissions de l’entreprise d’ici 2030, sur l’ensemble de sa chaîne de valeur, et de 90 à 95 % avant 2050,. Elle exige que les entreprises fixent leurs objectifs sur la base de réductions d'émissions dans leur propre périmètre opérationnel ou chaîne de valeur. La compensation carbone ne peut être envisagée que pour 5 à 10 % d'émissions résiduelles une fois ces réductions effectuées ou pour financer des réductions d'émissions supplémentaires au-delà de leur objectif. Seuls les projets de séquestration de carbone peuvent être pris en compte, les émissions évitées ne pouvant l'être.